# Sorex bedfordiae
Sorex bedfordiae es una especie de musaraña de la familia soricidae.

## Distribución geográfica
Se encuentra en China, Birmania, Nepal.